# Limnophilomyia (Limnophilomyia) lacteitarsis
Limnophilomyia (Limnophilomyia) lacteitarsis is een tweevleugelige uit de familie steltmuggen (Limoniidae). De soort komt voor in het Afrotropisch gebied.